# Slavošov
Slavošov är en ort i Tjeckien.   Den ligger i regionen Mellersta Böhmen, i den centrala delen av landet, 60 km sydost om huvudstaden Prag. Slavošov ligger 426 meter över havet och antalet invånare är 165.
Terrängen runt Slavošov är lite kuperad. Runt Slavošov är det ganska tätbefolkat, med 179 invånare per kvadratkilometer. Närmaste större samhälle är Vlašim, 19,2 km väster om Slavošov. I omgivningarna runt Slavošov växer i huvudsak blandskog.